# La Reine des Vikings
Pour plus de détails, voir Fiche technique et Distribution.
La Reine des Vikings (The Viking Queen) est un film britannique réalisé par Don Chaffey en 1966, sorti en 1967.

## Synopsis
Dans la province romaine de Bretagne, le gouverneur Justinien essaie d'être tolérant vis-à-vis des tribus locales. L'une d'elles est dirigée par la reine Salina, dont Justinien s'éprend lorsqu'il la rencontre. Mais le second du gouverneur, Octavien, opposé à cette politique de tolérance, n'apprécie guère l'idylle naissante, pas plus que les druides de la région.

## Fiche technique
- Titre : La Reine des Vikings
- Titre original : The Viking Queen
- Réalisateur : Don Chaffey
- Scénario : Clarke Reynolds, d'après une histoire de John Temple-Smith
- Musique : Gary Hughes
- Directeur de la photographie : Stephen Dade
- Décors : George Provis
- Costumes : John Furniss
- Montage : Peter Boita
- Producteur : John Temple-Smith, pour la Hammer Film Productions
- Genre : Aventure
- Couleur
- Durée : 91 minutes
- Date de sortie : 
  - Royaume-Uni : 25 mars 1967

## Distribution
- Don Murray  (VF :  Jean-Louis Jemma) : Justinien
- Carita : Salina
- Donald Houston (crédité Don Houston) (VF : Georges Aminel) : Maelgan
- Andrew Keir  (VF :  André Valmy) : Octavien
- Adrienne Corri  (VF : Nadine Alari) : Béatrice
- Niall MacGinnis : Tibérien
- Wilfrid Lawson : Le roi Priam
- Nicola Pagett : Talia
- Percy Herbert : Catus
- Patrick Troughton : Tristram
- Sean Caffrey : Fergus
- Denis Shaw : Osiris
- Philip O'Flynn : Le marchand
- Brendan Matthews : Nigel
- Gerry Alexander : Fabian
- Patrick Gardiner : Benedict
- Paul Murphy : Dalon (fils de Maelgan)

## Autour du film
- Le dieu invoqué par le druide est Zeus, or le dieu grec Zeus ne tenait aucune place dans le panthéon des druides.
- Le titre du film semble n'avoir été choisi qu'en fonction d'impératif commerciaux, puisqu'il n'y a aucun Viking dans ce film.
- Carita (Carita Järvinen), modèle de haute couture finlandaise née en 1943 qui tient le rôle principal dans le film, n'a pas continué sa carrière cinématographique (deux films à son actif et un seul rôle principal).

## DVD (France)
Le film est sorti sur le support DVD dans la collection Les Trésors de la Hammer :
- La Reine des Vikings (DVD-5 Keep Case) sorti le 5 octobre 2005 édité par Metropolitan Vidéo et distribué par Seven7. Le ratio écran est en 1.85:1 panoramique 16:9. L'audio est en Français et Anglais 2.0 mono Dolby Digital avec présence de sous-titres français. En supplément la bande annonce d'époque. Il s'agit d'une édition Zone 2 Pal[1].